# Alfeldites
Alfeldites – rodzaj amonitów.
Żył w okresie jury (bajos).